# بلاغ‌تی (آلماتی)
بلاغ‌تی (به قزاقی: Bulaqty) یک منطقهٔ مسکونی در قزاقستان است که در شهرستان آلاکل واقع شده‌است. بلاغ‌تی ۳٬۷۴۰ نفر جمعیت دارد.